# Fantasmagoriana
Fantasmagoriana è un'antologia di otto racconti tedeschi di genere gotico, tradotti anonimamente dal geografo e letterato francese Jean-Baptiste Benoît Eyriès e pubblicati in due tomi, a Parigi, nel 1812. Cinque delle storie erano tratte dai primi due volumi dell'antologia Gespensterbuch (1811), curata da Johann August Apel e Friedrich Laun (pseudonimo di Friedrich August Schulze). A queste, Eyriès aggiunse due racconti di Johann Karl August Musäus e di Heinrich Clauren, oltre a un'ulteriore storia di Apel. Nel 1813 parte dell'antologia venne tradotta in inglese dalla gentildonna Sarah Elizabeth Utterson, col titolo Tales of the Dead.
La Fantasmagoriana è particolarmente legata all'estate del 1816, quando Lord Byron, Mary Shelley, Percy Bysshe Shelley, John William Polidori e Claire Clairmont lessero il volume nella villa di Byron a Cologny, in Svizzera, traendo da esso l'ispirazione per scrivere storie di fantasmi. Da quell'esperienza nacquero il romanzo Frankenstein (1818 e 1830) e il racconto Il vampiro (1819), capisaldi del genere gotico e ispiratori, rispettivamente, della fantascienza e dell'Horror contemporanei.
Nonostante la relativa notorietà dell'episodio, ricostruito in pellicole come Gothic di Ken Russell o L'estate stregata di Ivan Passer, Fantasmagoriana non è più stata ripubblicata integralmente nei due secoli successivi: con l'eccezione di traduzioni parziali e filologicamente inattendibili in lingua inglese o greca, è stato solo nel 2015, con l'approssimarsi del bicentenario della "notte di Villa Diodati", che Fantasmagoriana è potuta tornare nelle librerie, grazie a una nuova edizione integrale del testo francese e a una traduzione commentata italiana.

## Il titolo e gli spettacoli di fantasmagoria
Il titolo Fantasmagoriana intendeva evocare direttamente gli allora popolarissimi spettacoli di fantasmagoria, un tipo di show pre-cinematografico basato sulla lanterna magica e reso celebre, nella Francia rivoluzionaria e poi napoleonica, dall'impresario belga Étienne-Gaspard Robert (meglio noto col nome di scena di Robertson). Il termine (in francese fantasmagorie) era un neologismo formato dai termini greci φάντασμα ("fantasma", ma anche "immagine", illusione") e ἀγορεύειν ("parlare", "evocare"): fantasmagoria poteva dunque significare "dialogo di fantasmi" o "evocazione di fantasmi", o anche - in modo un po' più libero - "discorso spettrale". In un convento diroccato, con l'ausilio di trucchi di prestidigitazione e ventriloquio - oltre che di una meticolosissima cura scenografica - Robertson dava vita a uno spettacolo multisensioriale in cui il diletto si mescolava con lo spavento, seguendo il gusto dell'epoca per il macabro, il gotico e l'estetica sepolcrale.
Lo stesso gusto animava Fantasmagoriana, definita nel sottotitolo come "Recueil d'histoires, d'apparitions, de spectres, revenans, fantômes, etc.; Traduit de l'allemand, par un Amateur" ("Raccolta di storie d'apparizioni di spettri, ritornanti, fantasmi, etc. Tradotta dal tedesco, da un appassionato"). Al tempo stesso, una citazione dall'Arte poetica di Orazio - "Falsis terroribus implet" ("[il poeta] riempie [il cuore] di terrori non veri") - denunciava implicitamente la natura finzionale, tesa al mero intrattenimento, del testo.
Il suffisso -iana indicava la prossimità fra i temi evocati dai racconti e le immagini proiettate da Robertson, facendo del libro una sorta di equivalente testuale degli spettacoli di fantasmagoria. Negli anni seguenti, altre raccolte di storie fantastiche e prodigiose avrebbero cercato di cavalcare la popolarità del libro di Eyriès con titoli simili: Spectriana di J.P.R. Cuisin (1817), Démoniana di Gabrielle de Paban (1820) e Infernaliana di Charles Nodier (1822).

## Racconti
Fantasmagoriana si compone di otto racconti, di cui cinque (La Tête de mort, La Morte fiancée, L'Heure fatale e Le Revenant di Schulze, La Chambre noire di Apel) erano apparsi nei primi due volumi del Gespensterbuch. La prima storia, L'amour muet, viene invece dalla raccolta Volksmärchen der Deutschen di Johann Karl August Musäus (1786), una collezione di fiabe tedesche riscritte in chiave satirica. Il secondo racconto, Portraits de famille di Apel - in parte ispirato da Il castello d'Otranto di Horace Walpole -, era stato scritto nel 1805, e nel 1810 ripubblicato nell'antologia Cicaden. La Chambre grise di Clauren era invece apparso in due parti nel periodico berlinese Der Freimüthige: dando vita a una sorta di burla mediatica, Clauren aveva raccontato nella prima parte una storia di fantasmi presentandola come autentica, e nella seconda aveva invece svelato come si fosse trattato di un trucco. In Fantasmagoriana, viene presentata come La Chambre grise solo la prima parte della storia di Clauren, mentre la seconda viene incorporata da Apel in La Chambre noire: attraverso un gioco metatestuale, i personaggi di quest'ultima leggono i due successivi numeri del Freimüthige, rimanendo vittime dello scherzo di Clauren.
| Tomo | Titolo di Fantasmagoriana | Traduzione italiana  | Originale tedesco                                    | Fonte tedesca                      | Autore  |
| ---- | ------------------------- | -------------------- | ---------------------------------------------------- | ---------------------------------- | ------- |
| 1    | L'Amour Muet              | Amore silente        | Stumme Liebe                                         | Volksmärchen der Deutschen, vol. 4 | Musäus  |
| 1    | Portraits de Famille      | Ritratti di famiglia | Die Bilder der Ahnen                                 | Cicaden, vol. 1                    | Apel    |
| 1    | La Tête de Mort           | Il teschio           | Der Todtenkopf                                       | Gespensterbuch, vol. 2             | Schulze |
| 2    | La Morte Fiancée          | La sposa cadavere    | Die Todtenbraut                                      | Gespensterbuch, vol. 2             | Schulze |
| 2    | L'Heure Fatale            | L'ora fatale         | Die Verwandtschaft mit der Geisterwelt               | Gespensterbuch, vol. 1             | Schulze |
| 2    | Le Revenant               | Il ritornante        | Der Geist des Verstorbenen                           | Gespensterbuch, vol. 1             | Schulze |
| 2    | La Chambre Grise          | La stanza grigia     | Die graue Stube (Eine buchstäblich wahre Geschichte) | Der Freimüthige                    | Clauren |
| 2    | La Chambre Noire          | La stanza nera       | Die schwarze Kammer. Anekdote                        | Gespensterbuch, vol. 2             | Apel    |

## La "notte di Villa Diodati"
Nella prefazione a Frankenstein, del 1818, Mary Shelley ricorda Fantasmagoriana, senza nominarne il titolo, come il libro che aveva dato al gruppo l'idea di scrivere storie del soprannaturale:
Trascorsi l’estate del 1816 nei dintorni di Ginevra. La stagione fu fredda e piovosa e alla sera ci si riuniva attorno al fuoco scoppiettante e talvolta ci divertivamo a leggere storie tedesche di fantasmi, capitateci in mano per caso. Questi racconti risvegliarono in noi un giocoso desiderio di imitazione. Due altri amici […] e io decidemmo di scrivere una storia ciascuno, basata su un qualche evento soprannaturale.
La narrazione di Mary Shelley viene arricchita e drammatizzata, l'anno seguente, da Polidori:
Sembra che una sera Lord B[yron], il signor P.B. Shelly [sic], le due signore e il gentiluomo cui si alludeva prima, dopo aver compulsato un'opera tedesca intitolata Phantasmagoriana [sic], cominciarono a raccontare storie di fantasmi; ma quando sua signoria ebbe recitato l'inizio della Christabel, allora inedita, il tutto s'impossessò a tal punto della mente del signor Shelly che questi si levò d'un colpo e corse via dalla stanza. Il medico e Lord Byron lo seguirono, e lo scoprirono riverso contro un caminetto, col sudore freddo che gli scendeva a gocce sul viso. […] quando indagarono le cause del suo allarmarsi, scoprirono che, poiché la sua immaginazione selvaggia gli aveva raffigurato degli occhi sul seno di una delle signore (cosa che si diceva di una dama delle sue parti), era stato obbligato a lasciare la stanza per distruggere quell'immagine. Venne poi proposto, durante la conversazione, che ognuno dei presenti scrivesse una storia centrata su una qualche potenza soprannaturale, cosa di cui si incaricarono Lord B., il medico e la signorina M.W. Godwin.
Entrambi i resoconti sono stati largamente romanzati, e anche la connessione diretta fra lettura del libro, scommessa letteraria e ideazione dei racconti è largamente un'invenzione di Mary Shelley. Il diario di Polidori, tuttavia, edito per la prima volta nel 1911 dal nipote William Michael Rossetti, consente di dimostrare la complessiva veridicità dell'episodio, e il ruolo giocato da Fantasmagoriana nell'eccitare l'immaginazione degli ospiti di Byron. Dei racconti, Mary conserverà un ricordo vivido - benché a tratti, lievemente impreciso -, rievocando Portraits de famille e La Morte fiancée nell'introduzione a Frankenstein del 1831: 
C'era la Storia dell'amante infedele: questi, proprio quando pensava di abbracciare la sposa, alla quale si era legato con il giuramento, si ritrovava fra le braccia il pallido fantasma di colei che aveva abbandonato. C'era la storia del peccatore, capostipite della propria famiglia, tristemente condannato a dover dare il bacio della morte a tutti i figli più giovani della sua casata maledetta, proprio quando questi raggiungevano l'età delle speranze. La sua figura, un'ombra gigantesca, completamente rivestita dell'armatura, come il fantasma di Amleto, ma con la visiera alzata, la si vedeva avanzare lentamente a mezzanotte, alla luce incerta della luna, lungo un fosco viale. La figura si perdeva poi sotto l'ombra delle mura del castello, ma subito dopo un cancello si apriva, si udiva un passo, la porta della camera si schiudeva e il fantasma avanzava verso il giaciglio delle giovinezze in boccio, abbandonate a un sonno profondo. Un dolore eterno opprimeva il suo volto mentre si chinava a baciare la fronte dei ragazzi, che da quell'attimo appassivano come fiori dallo stelo reciso. Da allora non mi è più capitato di rileggere queste storie, ma tutti gli episodi sono così freschi e nitidi nella mia mente come se li avessi letti appena ieri.